# 紫花椒

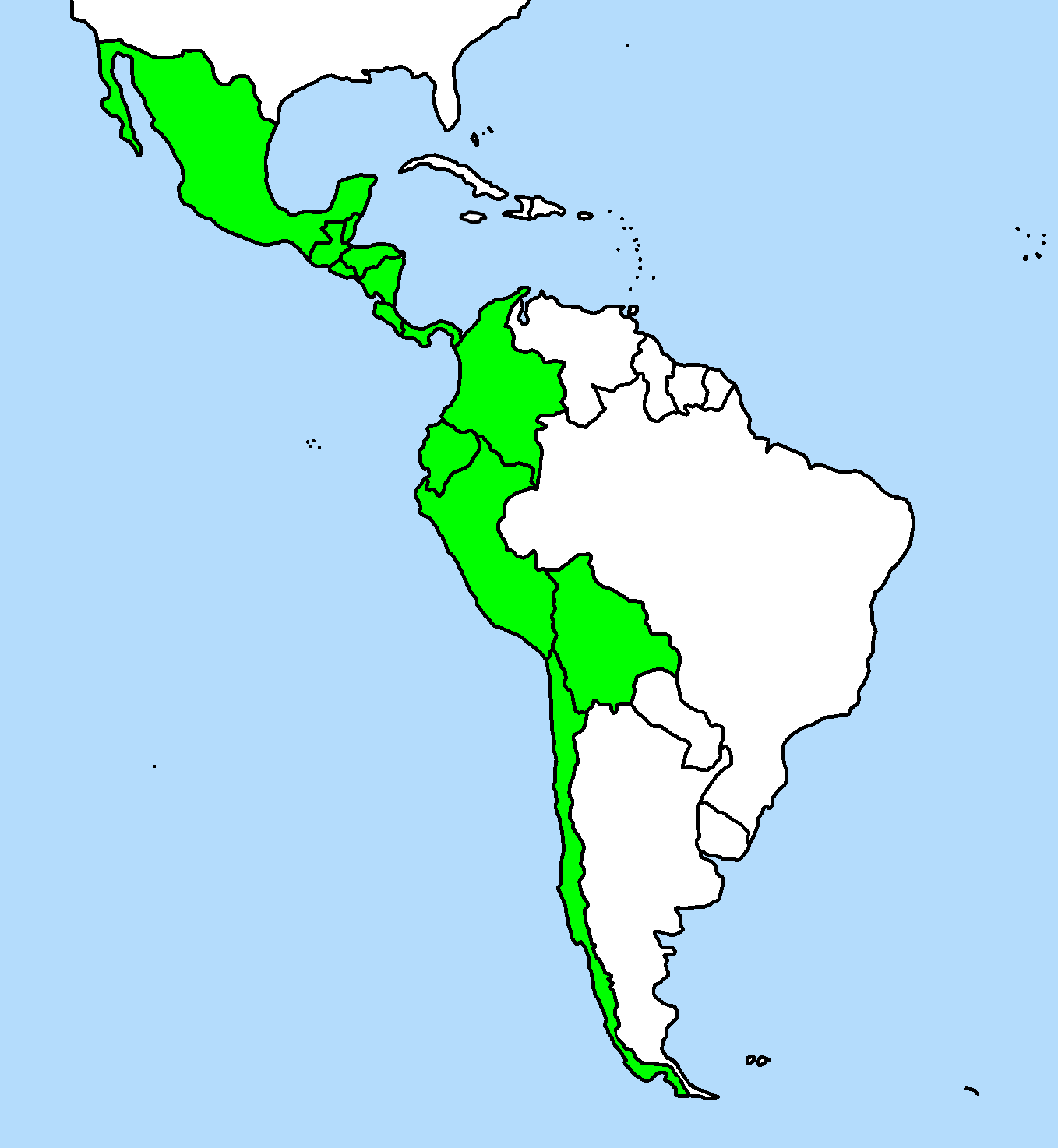
栽培紫花椒的國家

紫花椒（Capsicum pubescen）是茄科的一個物種，葉子有絨毛，有黑色的種子，且果實具刺鼻味，有黃色、橘色、紅色及棕色等各種顏色。
紫花椒大多在中美洲及南美洲等地栽培，可直接用於料理，或做成醬，製成乾貨或磨成粉。在所有「辣椒屬」的人工栽培種當中，紫花椒最不普及，且在基因上更為疏遠。

## 用途
紫花椒的果實在南美洲料理中有各種用途，其果肉比其他辣椒更厚，跟甜椒的大小相當，辣度則與一般常見的辣椒差不多，約在5萬至25萬SHU之間。

## 延伸閱讀
- Charles M. Rick: "Capsicum pubescens, a little-known pungent pepper from Latin America" （页面存档备份，存于）. In: Missouri Botanical Garden Bulletin, Band 36, 1950. pp. 36–42.
- Hugh Popenoe u. a.: Lost Crops of the Incas, Little-Known Plants of the Andes with Promise for Worldwide Cultivation. National Academy Press, Washington DC 1989. ISBN 0-309-04264-X (Online)

## 外部連結
- Plants For A Future （页面存档备份，存于）